# Giriviller
Giriviller ist eine französische Gemeinde mit 71 Einwohnern (Stand: 1. Januar 2022) im Département Meurthe-et-Moselle in der Region Grand Est. Sie gehört zum Arrondissement Lunéville und zum Gemeindeverband Meurthe Mortagne Moselle.

## Geografie
Die Gemeinde Giriviller liegt in der hügeligen Landschaft zwischen den Flüssen Mosel und Mortagne, etwa 22 Kilometer südlich der Stadt Lunéville. Durch das 7,76 km² umfassende Gemeindegebiet fließt der Palembœf, ein Nebenfluss des Euron. Umgeben wird Giriviller von den Nachbargemeinden Seranville im Nordosten, Mattexey im Osten, Clézentaine und Haillainville im Süden, Essey-la-Côte im Südwesten, Vennezey im Westen sowie Remenoville im Nordwesten.

## Bevölkerungsentwicklung
| Jahr      | 1962 | 1968 | 1975 | 1982 | 1990 | 1999 | 2010 | 2021 |
| Einwohner | 81   | 65   | 53   | 45   | 40   | 39   | 75   | 70   |

Im Jahr 1846 wurde mit 318 Bewohnern die bisher höchste Einwohnerzahl ermittelt. Die Zahlen basieren auf den Daten von cassini.ehess und INSEE.

## Sehenswürdigkeiten

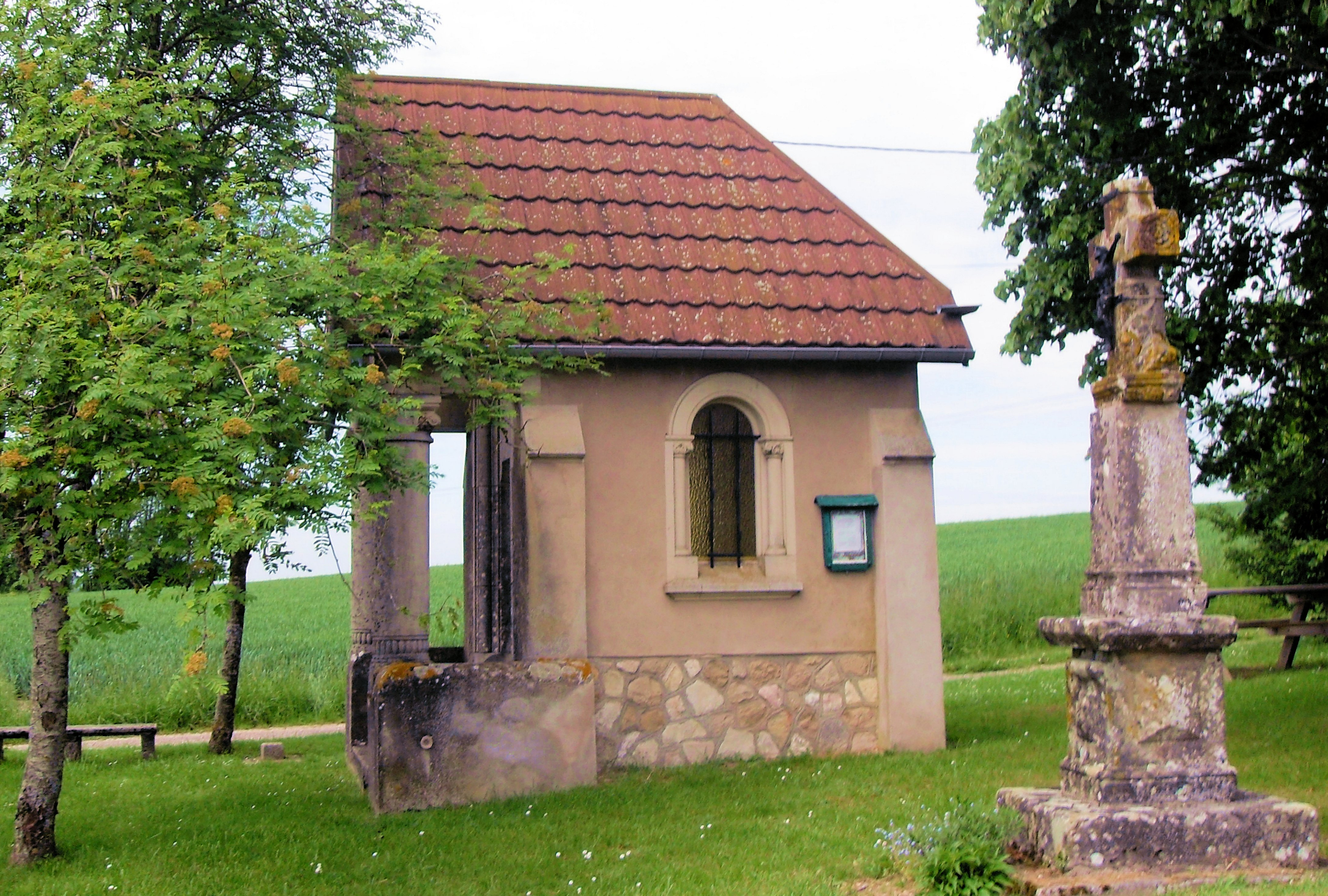
Kapelle Notre-Dame-de-la-Paix
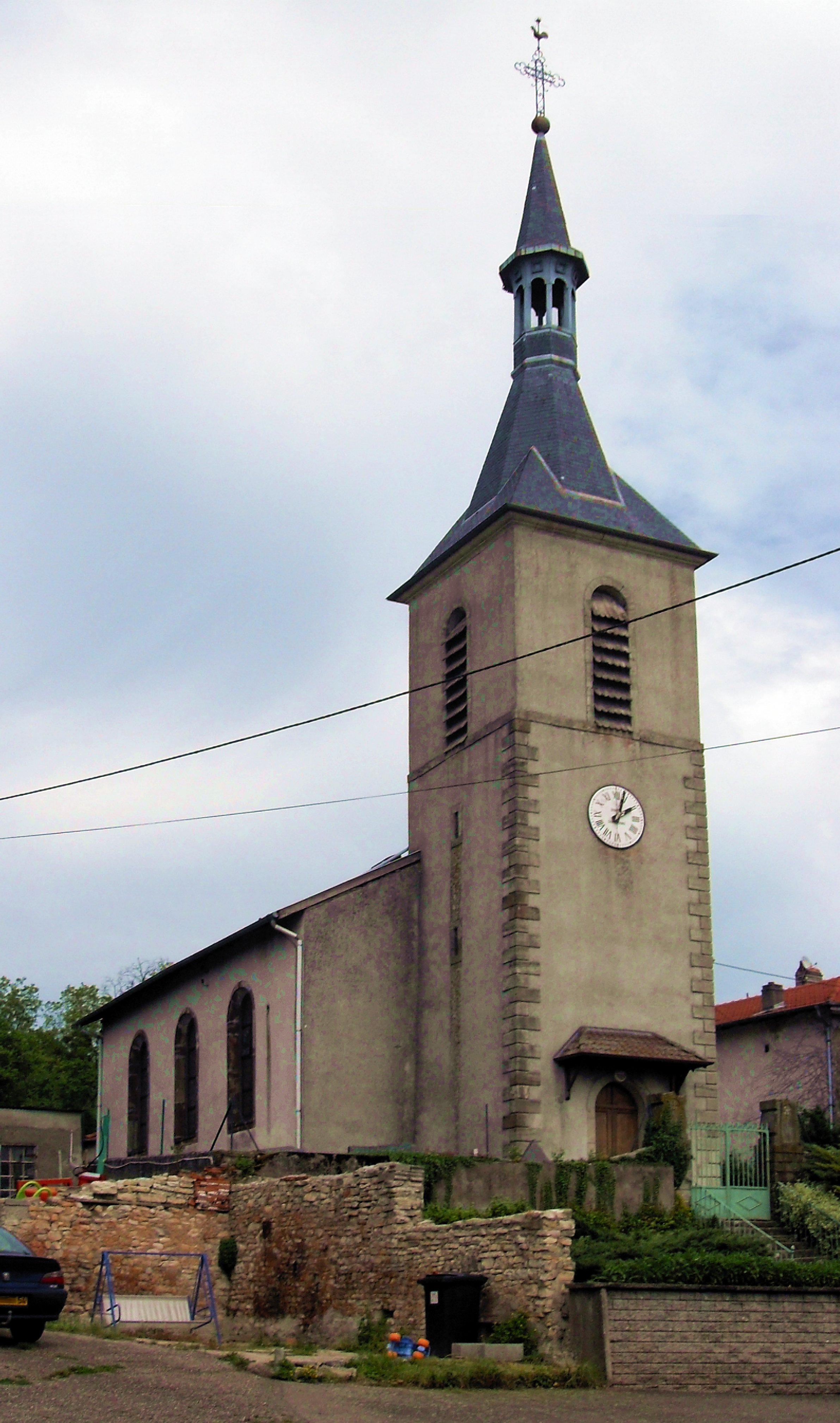
Kirche Saint-Pierre-aux-Liens
- großes Wegkreuz (Croix Simon)

- Kapelle Notre-Dame-de-la-Paix
- Kirche Saint-Pierre-aux-Liens

## Wirtschaft und Infrastruktur
In der Gemeinde Giriviller sind fünf Landwirtschaftsbetriebe ansässig (Viehzucht).
Durch die Gemeinde Giriviller führt die Fernstraße D 22 von Baccarat nach Bayon. Im 20 Kilometer entfernten Laneuveville-devant-Bayon besteht ein Anschluss an die autobahnartig ausgebaute RN 57. Der 16 Kilometer westlich von Giriviller gelegene Bahnhof in Bayon liegt an der Bahnstrecke Blainville-Damelevières–Lure.